# Agnes Slott-Møller
Agnes Slott-Møller (født Rambusch 10. juni 1862 i Nyboder, København, død 11. juni 1937 i Løgismose) var en dansk kunstmaler og billedhugger, som var påvirket af italiensk kunst før renæssancen, prærafaelitterne og den engelske Arts and Crafts-bevægelse i sin billedbehandling og stil. Motivkredsen fandt hun i danske folkeviser, dansk middelalderhistorie og nyere historie. Hun var aktiv i kvindepolitiske, nationale og kunstneriske organisationer. Med sin mand, maleren Harald Slott-Møller, fik hun to børn, hvoraf det ene døde i sit første leveår.
Agnes Slott-Møller havde en stor overbevisning om vigtigheden af sit kunstneriske virke. Hendes overbevisning gjorde at hun aldrig gik på kompromis og at hun kastede sig ud i adskillige opslidende debatter, der efterfølgende medførte at hun efter 1900 levede en mere afsondret tilværelse på den danske kunstscene.

## Livsforløb
Agnes Slott-Møller blev født i Nyboder som datter af den senere kommandør i Flåden Jacob Heinrich Victor Rambusch (1825-1886) og hustru Constantine Juliane født Hansen (1834-1891). Agnes Slott-Møller voksede op i et hjem, hvor hun tidligt blev sporet ind på den interesse for Danmark og dansk kultur, der kom til at præge hendes liv og kunst. Hun læste gerne bøger om dansk historie, og Adam Fabricius: Illustreret Danmarkshistorie, der er præget af bl.a. Lorenz Frølichs tegninger, fik betydning for hende. I de første ungdomsår var hun meget optaget af at tegne og se på malerier, og i 1878 begyndte hun på Tegne- og Kunstindustriskolen for Kvinder. Uddannelsen dér afsluttede hun i 1885, samme år som hun også indledte sit livslange venskab med Marie Triepcke (senere Marie Krøyer). De følgende tre år gik hun til undervisning hos først P.S. Krøyer og senere Slott Georg Harald Møller, som hun blev gift med den 22. maj 1888. Da han tog navneforandring den 19. november samme år til Georg Harald Slott-Møller, overtog hun også det nye efternavn, som hun er blevet kendt under.
Blandt Agnes og Harald Slott-Møllers venner var der personligheder som Georg Brandes og Johan Rohde, og venskabet betød, at parret støttede Rhodes skabelse af Den Frie Udstilling i 1891. I 1893 fødte hun datteren Lykke Marie, men hun fortsatte sit kunstneriske arbejde, og det skete også, da den anden datter, som blev født i 1901, døde i sit første leveår. I 1904 vendte hun tilbage til Charlottenborg Forårsudstilling efter nogle kontroverser om Den Frie Udstilling, og fra det tidspunkt udstillede hun sine billeder dér. I 1906 modtog hun Eckersberg Medaillen. Modgang både i det kunstneriske og i den daglige tilværelse medførte, at kunstnerparret lagde sig ud med mange, og efter den såkaldte bondemalerstrid i 1907, som især var en fejde mod de fynske malere, blev de helt isoleret i det officielle kunstliv.
Slott-Møller var en meget selvstændig kunstner, der fastholdt sin ungdoms symbolistiske tilgang til værkerne – også da det ikke længere var på mode. Hendes stærke nationale interesser førte til, at hun blev bestyrelsesmedlem i Sønderjysk Samfund i 1915. Igennem årene skrev hun en del artikler og taler om dansk-nationale forhold og om middelalderhistoriske emner. Mange af dem blev udgivet samlet i værkerne Nationale Værdier fra 1917 og Folkevise Billeder fra 1923. Agnes Slott-Møller fik aldrig den fulde anerkendelse for sin kunst, som hun selv mente at være berettiget til, men i 1932 fik hun dog medaljen Ingenio et arti.
Hun døde den 11. juni 1937 på herregården Løgismose og ligger begravet på Holmens Kirkegård i København, sammen sin mand Harald Slott-Møller og datteren Lykke Slott-Møller.

## Kunstnerisk udvikling
Hun tilbragte sin første skoleår i en lille privatskole, bestyret af maleren C.W. Eckersbergs døtre, Julie og Emilie, hvor hun som 12 årig besøgte Charlottenborg. Hun fik sin første uddannelse som kunstner i årene 1878-85. 1878 begyndte hun på Tegne- og Kunstindustriskolen for Kvinder, der var oprettet af Dansk Kvindesamfund i 1875. 1885 afsluttede hun sin uddannelse på skolen. De følgende tre år fik hun undervisning af P.S. Krøyer og derefter af Harald Slott-Møller, som hun giftede sig med i 1888.
1880’erne var hendes malerier præget af lys- og stemningsskildringer med inspiration i fransk naturalisme. 1889 foretog hun en studierejse sammen med Harald Slott-Møller. Den gik til Italien (Verona, Vicenza, Padua, Venedig, Firenze, Rom), og dermed afveg de to fra tidens mode, som ellers bød, at alle kunstnere måtte til Paris, hvor modernismen blomstrede. De rejste dog hjem via Paris, hvor de bl.a. traf P.S. Krøyer, Michael Ancher, Emil Hannover, Laurits Tuxen, Theodor Philipsen og Marie Triepcke (senere gift med Krøyer).
Hun var en af de centrale aktører i den sammenslutning af kunstnere der skabte Den Frie udstilling, der blev stiftet i 1891 af danske billedkunstnere i protest mod adgangskravene til det etablerede Charlottenborg.
Det var i løbet af 1890'erne, at Slott-Møller blev overbevist om, at kunsten skulle have et budskab. Den skulle efter hendes mening udtrykke fædrelandskærlighed og historisk bevidsthed, særligt med inspiration fra de danske folkeviser. Desuden samlede hun motiver fra dansk historie og middelalderkunst, og hun var stilmæssigt inspireret af de engelske prærafaelitter og italiensk malerkunst fra 13. til 15. århundrede.

### Uddannelsesrejser
- 1895 til Frankrig (akademistipendium)
- 1896 til England: I London så de udstillinger af de prærafaelitiske kunstnere Dante Gabriel Rossetti, William Holman Hunt og Sir Edward Burne-Jones.
- 1896 til Frankrig og Tyskland
- 1897 til England (kendskab til Prærafaelitterne og Arts and Crafts; udstillet Agnete fra 1892 hos Royal Academy of Arts)
- 1899 til England
- 1900 til Italien (med Det anckerske Legat)
- 1904 til Italien
- 1910 til Italien
- 1910 til Tyrol
- 1915 til Norge
- 1921 til Sverige
- 1927 til Italien
- 1928 til Italien
- 1929 til Sydsudan[kilde mangler]

## Produktion

### Værker
- 1885: Søskende, Dronning Margrete I og Erik af Pommern.
- 1886: Ude eller kammerater (Agnes og Harald portrætterer hinanden på samme lærred).
- 1889: Dronning Margrete, Erik af Pommern og den jyske Adel og Herregården Benzon
- 1890: Dronning Dagmar.
- 1891: Unge Kong Oluf og Dronning Margrete og den jydske Adel.
- 1892: Agnete, som Marie Triepcke stod model til.
- 1893: Niels Ebbesen og De vilde Svaners Rede.
- 1895: Hovedportalen på det nye Rådhus i København. Rådhusrelieffet har inskriptionen ”Saa er By som Borger”. Karton til gobelinen Dronning Margrete I. Malede bl.a. Spøgeri, Hr. Oluf og Herregaarden Kaas i Salling med en bred, udskåret træramme.
- 1899: Stolt Adelil. Visen om Hertug Frydenborg og Jomfru Blidelil.
- 1900: Saa farverlig ganger de Piber – mellem Roskild og Ribe.
- 1901: Gudrun ved Sigurds lig og Aage og Else
- 1902: Ribold og Guldborg og Hjemkomst.
- 1906: Den døende Fæstemand, Ridderen og Jomfruen under Linden og Unge danske Adelsfolk
- 1908: Cum fratre sororem, Prins Buris og Liden Kirsten
- 1910: Ebbe Skammelsen i Bryllupsgården.
- 1913: Jomfru Blidelil.
- 1915: Borgund Stavkirke.
- 1916: Hagbart og Signe og Recenscenten
- 1918: Ved kirken. Terkel Trundesen og Stolt Adeluds og Hr. Jon og Fru Bodil.
- 1919: Fædrelandets Vaar.
- 1920: Den fagre liden Fugl.
- 1921: Ebbe Skammelsen hører sin egen vise sunget og Hellig Olaf
- 1927: Kong Valdemar med sin Søn ved Jagtmåltidet på Lyø i maj 1223
- 1929: Valdemar Sejrs Hjemkomst fra Fangenskab.
- 1930: Unge Kong Valdemars Død på Refnæs
- 1931: Kong Valdemar og Dronning Bengerd
- 1932: Kong Valdemars Bryllup med Dronning Dagmar og Aften i Hovedgaardens Have, Løgismose
- 1933: Mester Harpenstreng
- 1934: Spaadommen om Bengerdsønnerne
- 1935: Der sad to Fruer og virkede Guld

## Galleri
- Borgund stavkirke, 1915
- Marklandskab, 1918
- Okseøerne i Flensborg Fjord, 1919
- Haveparti, 1929
- Brylluppet mellem kong Valdemar og dronning Dagmar, 1932
- Parti fra herregården Løgismose, 1937

## Gengivelser af Agnes Slott-Møller
- Portrætteret på et dobbeltportræt (Ude eller Kammerater, 1886) af Harald og Agnes Slott-Møller, malet af begge i forening
- Portrætteret på Harald Slott-Møllers malerier Tre Kvinder (eller Sommeraften, 1894, Den Hirschsprungske Samling) og Trækfuglene (1909; studietegning hertil samme år)
- Helfigurmalerier af samme (1887, Lolland-Falsters Stiftsmuseum, 1903-04, 1907-08, desuden malet skitse og tegnet studiehoved, begge 1907)
- Halvfigurmaleri af samme (1935, hos Udstillingskomiteen på Charlottenborg)
- Brystbillede af samme (forhen i Johan Hansens samling)
- Tegning af samme 1907 (Frederiksborgmuseet)
- Maleri af P.S. Krøyer 1898
- Fotografier bl.a. 1879 af Georg E. Hansen, juli 1885 af Christensen & Morange, 1886 sammen med Harald Slott-Møller af Robert Gaudenzi, 1890'erne og 1900 af Frederik Riise